# Cleveland Arcade

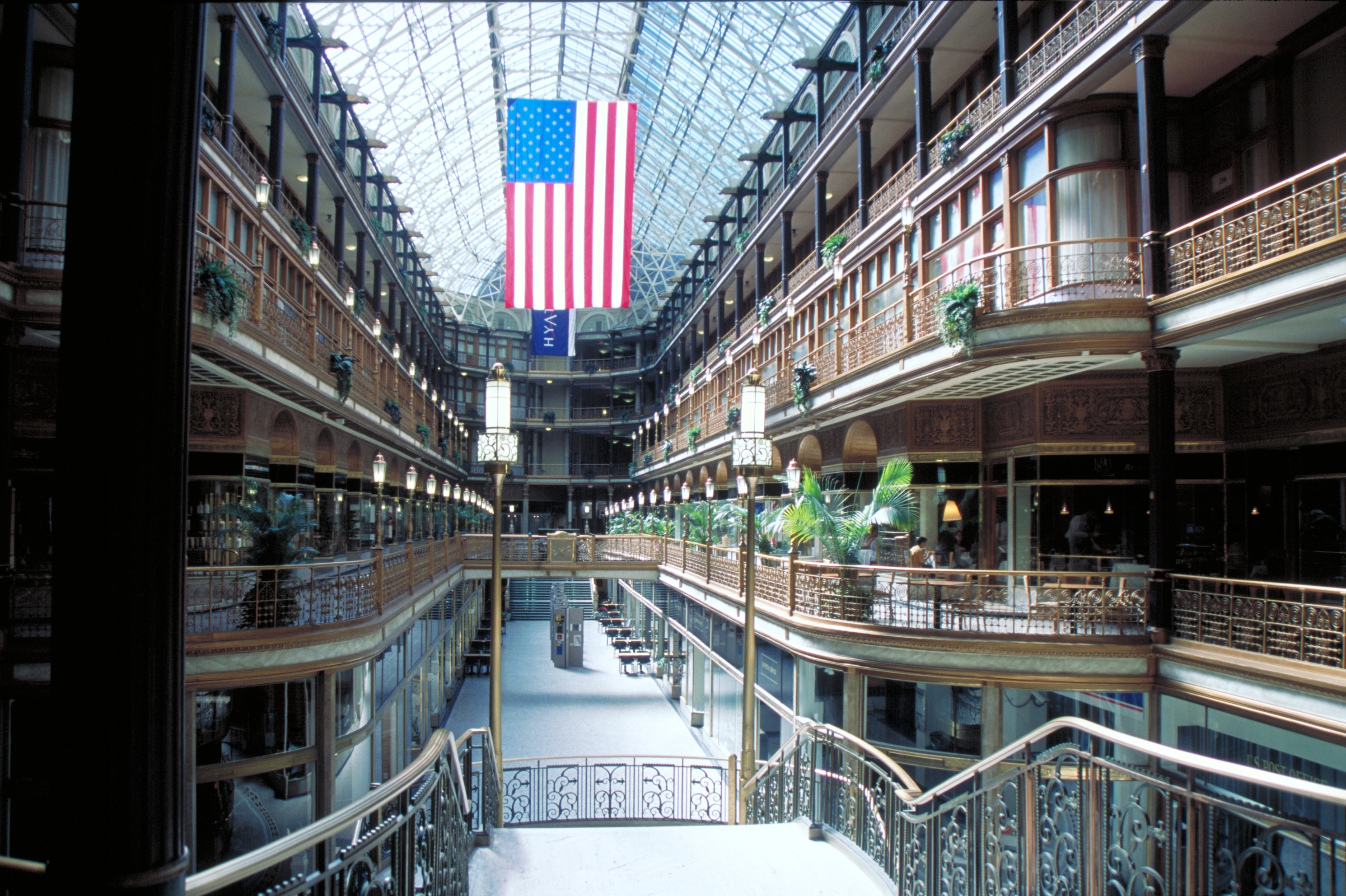
Vista della galleria.

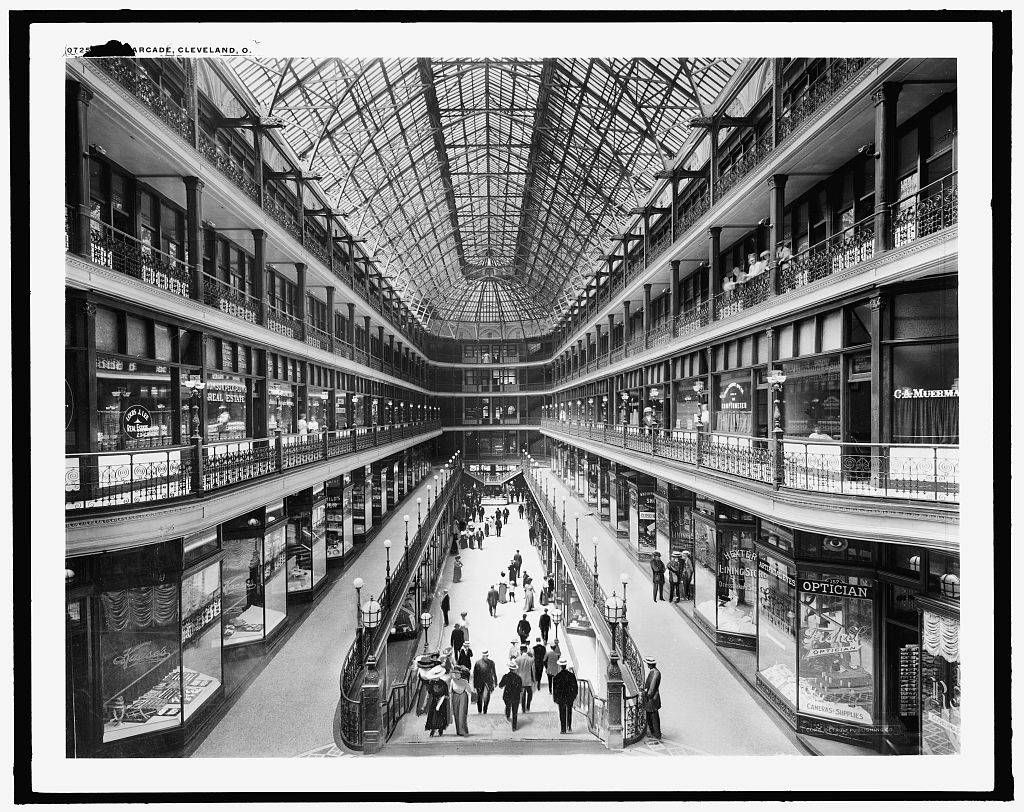
La Arcade (1910-1920 ca.).

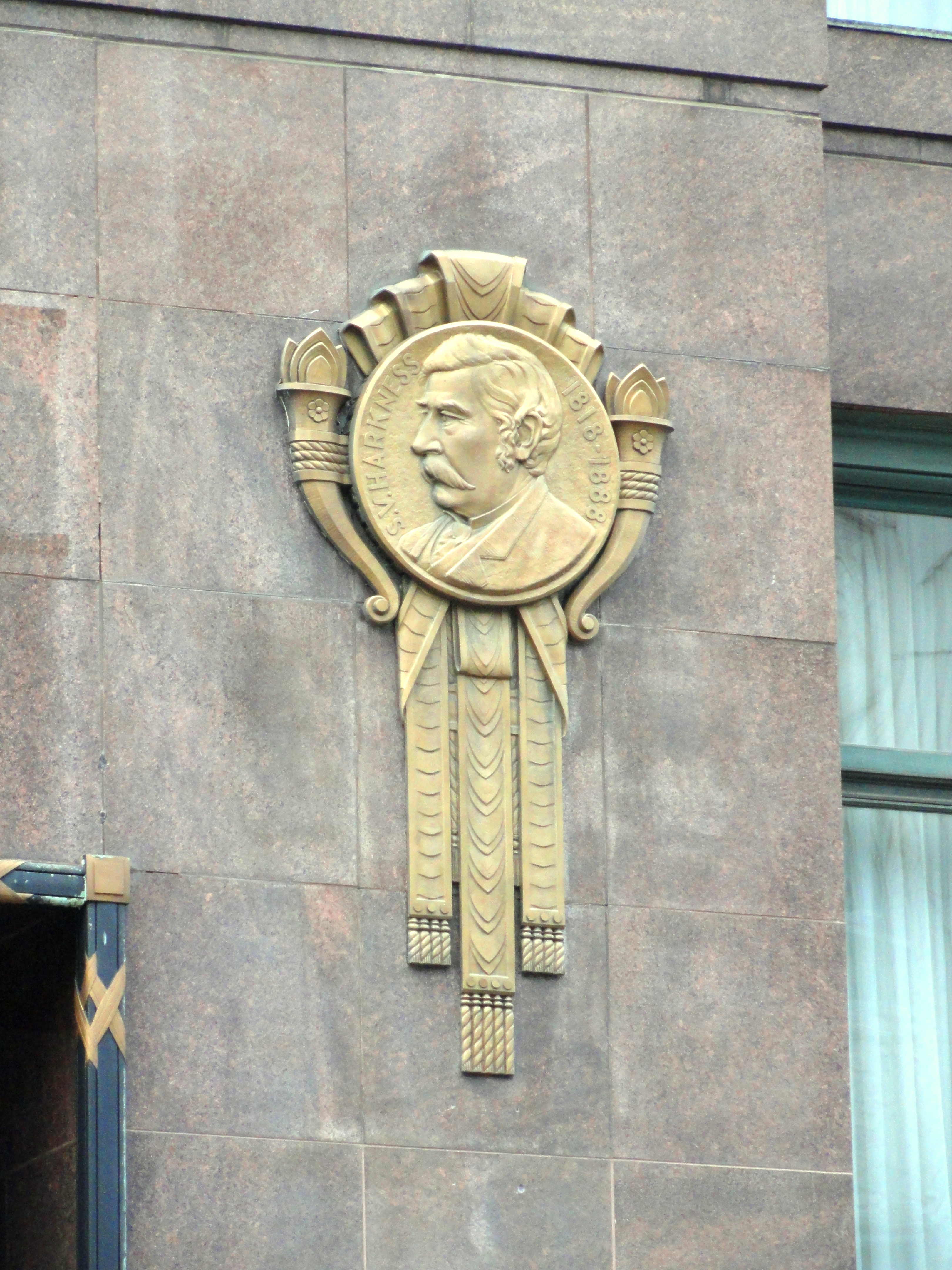
Medaglione di S.V. Harkness all'ingresso dell'Arcade.

La Cleveland Arcade, localmente chiamata Arcade, è una galleria commerciale della città statunitense.

## Storia e descrizione
Il complesso fu costruito dalla "Detroit Bridge Co." e gestito da Stephen V. Harkness a partire dal 1890 su progetto di John Eisenmann, che prese ispirazione per il passaggio dalla Galleria Vittorio Emanuele II di Milano. La costruzione del complesso costò 875000 dollari americani dell'epoca: i lavori furono finanziati da i maggiori magnati della città, tra cui John D. Rockefeller.
Il complesso originario consiste in un passaggio coperto da una volta in ferro e vetro: la struttura si sviluppa su cinque piani, di cui uno sotto il livello del suolo, con struttura e decorazioni in ferro in vista. La sommità della volta in vetro ha un'altezza di 30 metri dal livello del piano inferiore.
Il complesso fu il primo sito della città di Cleveland ad essere iscritto al National Register of Historic Places.